# Кхамсум Сингъе Вангчук
Принц Кхамсум Сингъе Вангчук (англ. Khamsum Singye Wangchuck; род. 6 октября 1985 года) — член королевской семьи Бутана.
Кхамсум Сингъе Вангчук — сын четвёртого короля Бутана Джигме Сингье Вангчука и королевы Сангай Чоден Вангчук, единокровный брат пятого короля Бутана Джигме Кхесар Намгьял Вангчука.
Кхамсум Сингъе Вангчук является вторым лейтенантом Королевской бутанской армии с 2005 года.

## Досуг
Принц играет в баскетбол.